# Rafał Wolski
Rafał Wolski (Kozienice, 10 novembre 1992) è un calciatore polacco, centrocampista del Radomiak Radom.

## Caratteristiche tecniche
È un trequartista alto e longilineo, dotato di un grande bagaglio tecnico e di un ottimo controllo di palla, condito da naturalezza nel calciare con il destro. Tradotto: è un trequartista funambolico. Può essere impiegato anche come esterno destro o sinistro o seconda punta.

## Carriera

### Club

#### Jastrząb Głowaczów e Legia Varsavia
Ha iniziato a giocare a calcio nelle giovanili del Jastrząb Głowaczów per poi passare nel 2008 tra le file del Legia Varsavia con cui dal 2010 disputa l'Ekstraklasa, il massimo campionato polacco di calcio, collezionando 25 presenze e 6 gol.
Con la sua squadra ha vinto consecutivamente due Coppe di Polonia, nel 2011 e nel 2012.

#### Fiorentina, prestiti al Bari, al Mechelen e al Wisla Cracovia
Il 25 gennaio 2013 passa a titolo definitivo alla società italiana della Fiorentina, firmando un contratto di quattro anni e mezzo, per un esborso di 2,2 milioni di euro più 500.000 di bonus. Esordisce in Serie A il 19 maggio in Pescara-Fiorentina 1-5, subentrando al 60' al posto di Adem Ljajić. Segna il suo primo gol in maglia viola l'8 febbraio 2014 nella gara di campionato Fiorentina-Atalanta (2-0).
Il 28 agosto 2014 passa in prestito al Bari. Fa il suo esordio con la squadra pugliese il 13 settembre 2014, giocando da titolare la partita pareggiata 1-1 a Frosinone.
Al termine del girone d'andata il giocatore ritorna alla Fiorentina, la quale il 16 gennaio 2015 lo gira in prestito con diritto di riscatto fino al 30 giugno 2016 al Mechelen, club belga militante in Jupiler League. A fine febbraio 2016 torna in patria per indossare, ancora in prestito, la maglia del Wisła Cracovia.

#### Lechia Danzica
Il 4 luglio 2016 viene ceduto definitivamente al Lechia Gdańsk.

### Nazionale
Nel 2011 ha giocato nella Nazionale Under-20 polacca, con cui conta 4 presenze e un gol.
Nel 2012 ha esordito con la Nazionale maggiore, e il 2 maggio viene ufficializzata dal commissario tecnico della Nazionale, Franciszek Smuda, la sua presenza nella lista dei 26 provvisori giocatori per l'Europeo 2012 e la successiva partecipazione alla manifestazione. Fece il suo debutto il 22 maggio 2012 durante la partita vinta 1-0 contro la Nazionale lettone. Segnò il suo primo goal in Nazionale il 5 ottobre 2017 nella gara vinta in trasferta per 6-1 contro l'Armenia.

## Statistiche

### Presenze e reti nei club
Statistiche aggiornate al 15 giugno 2016.
| Stagione              | Squadra               | Campionato            | Campionato | Campionato | Coppe nazionali | Coppe nazionali | Coppe nazionali | Coppe continentali | Coppe continentali | Coppe continentali | Altre coppe | Altre coppe | Altre coppe | Totale | Totale |
| Stagione              | Squadra               | Comp                  | Pres       | Reti       | Comp            | Pres            | Reti            | Comp               | Pres               | Reti               | Comp        | Pres        | Reti        | Pres   | Reti   |
| --------------------- | --------------------- | --------------------- | ---------- | ---------- | --------------- | --------------- | --------------- | ------------------ | ------------------ | ------------------ | ----------- | ----------- | ----------- | ------ | ------ |
| 2010-2011             | Legia Varsavia        | EK                    | 4          | 0          | CP              | 2               | 0               | -                  | -                  | -                  | -           | -           | -           | 4      | 0      |
| 2011-2012             | Legia Varsavia        | EK                    | 21         | 6          | CP              | 5               | 2               | UEL                | 6                  | 0                  | SP          | 1           | 0           | 35     | 8      |
| 2012-gen. 2013        | Legia Varsavia        | EK                    | 0          | 0          | CP              | 0               | 0               | -                  | -                  | -                  | -           | -           | -           | 0      | 0      |
| Totale Legia Varsavia | Totale Legia Varsavia | Totale Legia Varsavia | 25         | 6          |                 | 7               | 2               |                    | 6                  | 0                  |             | 1           | 0           | 39     | 8      |
| gen.-giu. 2013        | Fiorentina            | A                     | 1          | 0          | CI              | 0               | 0               | -                  | -                  | -                  | -           | -           | -           | 1      | 0      |
| 2013-2014             | Fiorentina            | A                     | 14         | 1          | CI              | 1               | 0               | UEL                | 0                  | 0                  | -           | -           | -           | 15     | 1      |
| Totale Fiorentina     | Totale Fiorentina     | Totale Fiorentina     | 15         | 1          |                 | 1               | 0               |                    | 0                  | 0                  |             |             |             | 16     | 1      |
| ago.-dic. 2014        | Bari                  | B                     | 7          | 0          | CI              | -               | -               | -                  | -                  | -                  | -           | -           | -           | 7      | 0      |
| gen.-2015             | Mechelen              | D1                    | 5+8        | 2          | CB              | 0               | 0               | -                  | -                  | -                  | -           | -           | -           | 13     | 2      |
| 2015-feb. 2016        | Mechelen              | D1                    | 11         | 0          | CB              | 3               | 0               | -                  | -                  | -                  | -           | -           | -           | 14     | 0      |
| Totale Mechelen       | Totale Mechelen       | Totale Mechelen       | 24         | 2          |                 | 3               | 0               |                    |                    |                    |             |             |             | 27     | 2      |
| feb.-giu. 2016        | Wisła Cracovia        | E                     | 14         | 4          | PP              | 0               | 0               | -                  | -                  | -                  | -           | -           | -           | 14     | 4      |
| Totale carriera       | Totale carriera       | Totale carriera       | 85         | 13         |                 | 11              | 2               |                    | 6                  | 0                  |             | 1           | 0           | 103    | 15     |

### Cronologia presenze e reti in nazionale
| Cronologia completa delle presenze e delle reti in nazionale ― Polonia | Cronologia completa delle presenze e delle reti in nazionale ― Polonia | Cronologia completa delle presenze e delle reti in nazionale ― Polonia | Cronologia completa delle presenze e delle reti in nazionale ― Polonia | Cronologia completa delle presenze e delle reti in nazionale ― Polonia | Cronologia completa delle presenze e delle reti in nazionale ― Polonia | Cronologia completa delle presenze e delle reti in nazionale ― Polonia | Cronologia completa delle presenze e delle reti in nazionale ― Polonia |
| Data                                                                   | Città                                                                  | In casa                                                                | Risultato                                                              | Ospiti                                                                 | Competizione                                                           | Reti                                                                   | Note                                                                   |
| ---------------------------------------------------------------------- | ---------------------------------------------------------------------- | ---------------------------------------------------------------------- | ---------------------------------------------------------------------- | ---------------------------------------------------------------------- | ---------------------------------------------------------------------- | ---------------------------------------------------------------------- | ---------------------------------------------------------------------- |
| 22-5-2012                                                              | Klagenfurt                                                             | Polonia                                                                | 1 – 0                                                                  | Lettonia                                                               | Amichevole                                                             | -                                                                      | 46’                                                                    |
| 26-5-2012                                                              | Varsavia                                                               | Polonia                                                                | 1 – 0                                                                  | Slovacchia                                                             | Amichevole                                                             | -                                                                      | 80’                                                                    |
| 2-6-2012                                                               | Varsavia                                                               | Polonia                                                                | 4 – 0                                                                  | Andorra                                                                | Amichevole                                                             | -                                                                      | 46’                                                                    |
| 13-5-2014                                                              | Amburgo                                                                | Germania                                                               | 0 – 0                                                                  | Polonia                                                                | Amichevole                                                             | -                                                                      | 90’                                                                    |
| 5-10-2017                                                              | Erevan                                                                 | Armenia                                                                | 1 – 6                                                                  | Polonia                                                                | Qual. Mondiali 2018                                                    | 1                                                                      | 72’                                                                    |
| 8-10-2017                                                              | Varsavia                                                               | Polonia                                                                | 4 – 2                                                                  | Montenegro                                                             | Qual. Mondiali 2018                                                    | -                                                                      | 90’                                                                    |
| 13-11-2017                                                             | Danzica                                                                | Polonia                                                                | 0 – 1                                                                  | Messico                                                                | Amichevole                                                             | -                                                                      | 62’                                                                    |
| Totale                                                                 |                                                                        | Presenze                                                               | 7                                                                      |                                                                        | Reti                                                                   | 1                                                                      |                                                                        |

## Palmarès

### Club

#### Competizioni nazionali
- Coppa di Polonia: 3

Legia Varsavia: 2010-2011, 2011-2012
Lechia Danzica: 2018-2019
- Supercoppa di Polonia: 1

Lechia Danzica: 2019